# Кореньков, Василий Афанасьевич
Васи́лий Афана́сьевич Кореньков (1872 — после 1921) — член I Государственной думы от Могилевской губернии, крестьянин.

## Биография
Православный, крестьянин деревни Высокое Оршанского уезда Могилевской губернии.
Имел начальное образование. Занимался земледелием и портняжным ремеслом.
В 1906 году был избран членом I Государственной думы от Могилевской губернии. Входил в группу беспартийных. В думских комиссиях не участвовал. Заявил: «первая наша нужда — земля, вторая — образование».
После роспуска Думы вернулся в родную деревню. 10 августа 1921 году был арестован и приговорен к одному году ИТЛ как член партии левых эсеров. Дальнейшая судьба неизвестна. Реабилитирован 29 мая 1992 года прокуратурой Витебской области.